# Скуратов, Иван Сидорович
Ива́н Си́дорович Скура́тов (род. 2 июня 1940, Большое Попово, Липецкая область, РСФСР, СССР) — советский и российский военачальник, начальник береговых войск и морской пехоты ВМФ (1989—1993), командующий береговыми войсками ВМФ (1993—1995). Генерал-полковник (10.06.1994), доктор военных наук (1993), академик Академии военных наук.

## Биография
Родился 2 июня 1940 году в селе Большое Попово Лебедянского района Липецкой области в семье колхозников.
В ВМФ СССР с 1959 года. В 1964 году окончил Черноморское высшее военно-морское училище им. П. С. Нахимова с золотой медалью.
После окончания училища направлен на службу в Черноморский флот на должность начальника отделения ракет ракетного полка флота. С 1965 по 1971 годы служил на Тихоокеанском флоте, где прошёл путь от должности начальника отделения до командира отдельного ракетного берегового дивизиона.
C 1972 года по 1974 годы был слушателем Военно-морской академии им. Маршала Советского Союза А. А. Гречко.
С 1977 года — командир берегового ракетного полка ВМФ Балтийского флота. С 1979 года по 1985 год — начальник береговых ракетно-артиллерийских войск и морской пехоты Балтийского флота.
В 1987 году окончил Военную академию Генерального штаба Вооружённых Сил СССР имени К. Е. Ворошилова. C 1987 года — главный специалист береговых ракетно-артиллерийских войск ВМФ, с 1989 года — начальник береговых войск и морской пехоты ВМФ СССР. Последнее воинское звание в ВМФ СССР — генерал-лейтенант (7.02.1991).
C 1993 года — командующий Береговыми войсками ВМФ Российской Федерации. Разработал теорию строительства Береговых войск.
В 1993 году защитил докторскую диссертацию. Автор и соавтор ряда учебников, научных публикаций, а также наставлений, руководств, учебных курсов и иных изданий по организации боевой подготовки и использованию в боевых действиях морской пехоты.
Участвовал в Первой чеченской войне.
С 1995 года — в запасе. С 2 июня 2005 года — в отставке.
Председатель Попечительского совета Фонда поддержки Героев Советского Союза и Героев Российской Федерации имени генерала Е. Н. Кочешкова.
Сын — Сергей Скуратов (ум. 12 ноября 2015 года; мать — Ольга Владимировна), осталась дочь Маргарита; с ним в гражданском браке находилась Екатерина Енгалычева, впоследствии депутат Мосгордумы от КПРФ.

## Достижения
Впервые в ВМФ разработал теоретические основы строительства, подготовки и применения береговых войск в целом и их родов как цельную, научно обоснованную теорию, не потерявшую и ныне свою актуальность и значимость, что нашло отражение в его докторской диссертации (1993 год). Научные разработки он воплотил в конкретную современную организационную структуру войск, реальную боевую подготовку, новые способы и тактику действий морской пехоты ВМФ, оснащение её современным вооружением.
Можно считать, что генерал Скуратов для морской пехоты ВМФ такая же заслуженная личность, какой был для ВДВ генерал армии, Герой Советского Союза В. Ф. Маргелов.
В Daily Storm его называли «самым известным морским десантником СССР и России».

## Сочинения
- Скуратов И. С. (в соавт.) Береговые войска ВМФ. В 2 томах — Москва: Кучково поле, 2014—2016. — (Библиотека Клуба адмиралов). — ISBN 978-5-9950-0716-6.